# Edrioasteroidea
Los edrioasteroideos (Edrioasteroidea) son una clase extinta de equinodermos que vivieron desde el Ediacárico (si finalmente se considera a Arkarua un verdadero edrioasteroideo) hasta el Pérmico.

## Lista de géneros
Esta lista de géneros está muy incompleta:
- ?Arkarua
  - ?A. adami (podría ser un Trilobozoo) [cita requerida]
- Walcotidiscus (sin dudas, el edruiasteroideo más antiguo, del Cámbrico medio - comunidad de Burgess Shale)
  - W. typicalus
- Kailidiscus
  - K. chinensis
- Edrioaster (tipo)
  - E. bigsbyi
  - E. priscus
- Edriophus
  - E. levis
- Paredriophus
  - P. elongatus
- Totiglobus
  - T. nimius
  - T. lloydi
- Lebedodiscus
- Foerstediscus
- Cystaster
- Cryptogoleus
- Bellochthus
- Cystaster
- Streptaster
  - S. vorticellatus
- Cystaster
  - C. stellatus
- Cryptogoleus
  - C. chapmani
- Carneyella
  - C. pilea
  - C. faberi
  - C. ulrichi
- Isorophus
  - I. cincinnatiensis
- Isorophusella
- Rectitriordo
- Agelacrinites
- Krama
- Parakrama
- Hemicystites
- Neoisorophusella
  - N. lanei
  - N. berryi
  - N. maslennikovi
  - N. whitesidei
- Curvitriordo
- Thresherodiscus
  - T. ramosa (Foerste, 1914)
- Postibulla
- Parapostibulla
- Eopostibulla
- Pyrgopostibulla
- Torquerisediscus
- Cooperidiscus
- Dynocystis
- Stalticodiscus
- Ulrichidiscus
- Clavidiscus
- Discocystis
- Hypsiclavus
- Spiraclavus
- Giganticlavus
- Lispidecodus
  - L. plinthotus (Kesling, 1967)